# Sergio Ortega Alvarado
Sergio Ortega Alvarado (Antofagasta, Chile, 2 de fevereiro de 1938 – Paris, França, 15 de setembro de 2003) foi um compositor e pianista chileno.

## Biografia
Estudou composição com Gustavo Becerra-Schmidt no Conservatório Nacional da Universidade do Chile. Depois de se formar, trabalhou no Instituto de Extensão Musical e seis anos como técnico de som no Teatro Experimental da Universidade, o Teatro Antonio Varas.
Ortega era um membro do Partido Comunista do Chile até a sua morte. Não só compôs o tema da eleição do Presidente Salvador Allende, "Venceremos", mas também o hino mundial da resistência popular ao lado de Quilapayún, "O povo unido jamais será vencido". Ele também compôs os hinos do Partido Radical, a Liga da Juventude Comunista e os Trabalhadores Unidos. Além disso, musicalizou o plano político-econômico de Allende, que é encontrado nos escritos de Julio Rojas em um  álbum chamado Canto no programa, com Luis Advis, verdadeiro pai de movimento Nova Canção Chilena.
Ortega escreveu umas obras seminais do movimento conhecido como a Nova Canção Chilena, uma fusão de ritmos e estilos com uma consciência social. No seu trabalho você pode encontrar poemas, cantatas, operas, canções e trilhas sonoras. Entre os seus trabalhos mais conhecidos são as canções "A montanha e o rio", carta de Nicolás Guillén, e "Les deux mers", e uma trilogia sobre a Revolução Francesa.
Ortega compôs uma serie de canções para o palco, uma das suas  últimas obras é uma opera baseada no poema  épico do seu amigo comunista Pablo Neruda, "Brilho e morte de Joaquĺn Murieta". Ele também participou em uma versão musical do Canto Geral de Neruda com Gustavo Becerra, que foi montada em 1970 com o grupo Aparcoa.
Em 1978 Ortega escreveu uma cantata de "Bernardo O'Higgins Riquelme, 1810. Poema de som para o pai do meu país" de Neruda para a Funilaria Recabarrén. Ortega trabalhou com o seu filho mais velho, Chañaral Ortega-Miranda, em uma versão operística de Pedro Páramo, o romance do escritor mexicano Juan Rulfo. As suas participações como compositor dentro do Cinema Chileno incluem "O Chacal Nahueltoro" de 1969, dirigido por Miguel Littíín e fotografado por Héctor Ríos.
Em 1969 Ortega se tornou um professor no Conservatório Nacional de Música (hoje o Departamento de Música e Sonologia da Faculdade de Artes da Universidade do Chile). Um ano mais tarde, em 1970, assumiu o cargo de diretor artístico da emissora de televisão da Universidade do Chile, Canal 9, uma posição que ocupou até 1973. No final de 1973, apôs o golpe de 11 de setembro, Ortega foi exilado para a França, onde viveu até a sua morte. Em 1977 ele visitou a URSS, participou no festival "Cravo vermelho". A ditadura militar autorizou-lhe a voltar para o Chile apenas em 1983, o que fez várias vezes. Durante o seu exilio Ortega dirigiu a École Normale de Musique de Paris, em Pantin, França. Nas suas palestras e master classes de composição participaram Gustavo Baez, Mirtru Escalona-Mijares, Christine Groult, Adolfo Kaplan, Sergey Kutanin, Arthur Lavilla, Clem Mounkala, Chanaral Ortega-Miranda, Martin Pavlovsky, Claire-Melanie Sinnhuber e outros.
Ortega morreu de câncer aos 65 anos a 15 de setembro de 2003, quatro dias apôs o trigésimo aniversário  do golpe de Estado. Os seus restos mortais foram devolvidos para o  Chile.